# Short track ai IV Giochi asiatici invernali
Le gare di short track ai IV Giochi asiatici invernali si sono svolte alla Yongpyong Dome di Daegwallyeong nella contea di Pyeongchang, nella provincia di Gangwon, in Corea del Sud, dal 31 gennaio al 1º febbraio 1999.

## Delegazioni partecipati
Hanno partecipato alla competizione 37 atleti provenienti da 6 distinte nazioni.
- Cina (8)
- Taipei cinese (4)
- Hong Kong (3)

- Giappone (10)
- Mongolia (2)
- Corea del Sud (10)

## Calendario
| H | Batterie | Q | Quarti di finale | S | Semifinali | F | Finali |

| Event↓/Date →              | 31st Sun | 31st Sun | 31st Sun | 31st Sun | 1st Mon | 1st Mon | 1st Mon | 1st Mon |
| -------------------------- | -------- | -------- | -------- | -------- | ------- | ------- | ------- | ------- |
| 500 m maschili             | H        | Q        | S        | F        |         |         |         |         |
| 1000 m maschili            |          |          |          |          | H       | Q       | S       | F       |
| 1500 m maschili            | H        | H        | F        | F        |         |         |         |         |
| 3000 m maschili            |          |          |          |          | H       | H       | F       | F       |
| Staffetta 5000 m maschile  |          |          |          |          | F       | F       | F       | F       |
| 500 m femminili            | H        | Q        | S        | F        |         |         |         |         |
| 1000 m femminili           |          |          |          |          | H       | Q       | S       | F       |
| 1500 m femminili           | H        | H        | F        | F        |         |         |         |         |
| 3000 m femminili           |          |          |          |          | H       | H       | F       | F       |
| Staffetta 3000 m femminile |          |          |          |          | F       | F       | F       | F       |

## Risultati

### Uomini
| Evento                      | Oro                                       | Tempo | Argento                                                           | Tempo | Bronzo                                                           | Tempo |
| 500 m (dettagli)            | Lee Jun-hwan                              |       | Feng Kai                                                          |       | Satoru Terao                                                     |       |
| 1000 m (dettagli)           | Feng Kai                                  |       | Kim Dong-sung                                                     |       | Hideto Imai                                                      |       |
| 1500 m (dettagli)           | Kim Dong-sung                             |       | Feng Kai                                                          |       | Lee Jun-hwan                                                     |       |
| 3000 m (dettagli)           | Kim Dong-sung                             |       | Lee Jun-hwan                                                      |       | Yuan Ye                                                          |       |
| Staffetta 5000 m (dettagli) | Cina Li Jiajun Feng Kai An Yulong Yuan Ye |       | Giappone Takehiro Kodera Satoru Terao Hideto Imai Hitoshi Uematsu |       | Corea del Sud Kim Dong-sung Lee Jun-hwan Lee Ho-eung Kim Sun-tae |       |

### Donne
| Evento                      | Oro                                                              | Tempo | Argento                                                       | Tempo | Bronzo         | Tempo |
| 500 m (dettagli)            | Yang Yang (A)                                                    |       | Choi Min-kyung                                                |       | Sun Dandan     |       |
| 1000 m (dettagli)           | Yang Yang (A)                                                    |       | Wang Chunlu                                                   |       | Kim Yun-mi     |       |
| 1500 m (dettagli)           | Kim Yun-mi                                                       |       | Yang Yang (A)                                                 |       | Yang Yang (S)  |       |
| 3000 m (dettagli)           | Kim Moon-jung                                                    |       | Wang Chunlu                                                   |       | Choi Min-kyung |       |
| Staffetta 3000 m (dettagli) | Corea del Sud Choi Min-kyung Kim Yun-mi An Sang-mi Kim Moon-jung |       | Giappone Yuka Kamino Chikage Tanaka Atsuko Takata Sayuri Yagi |       | Non assegnata  |       |

## Medagliere
| Posizione | Paese         | Oro | Argento | Bronzo | Totale |
| --------- | ------------- | --- | ------- | ------ | ------ |
| 1         | Corea del Sud | 6   | 3       | 4      | 13     |
| 2         | Cina          | 4   | 5       | 3      | 12     |
| 3         | Giappone      | 0   | 2       | 2      | 4      |
| Totale    | Totale        | 10  | 10      | 9      | 29     |